# Ilha de Maria Guarda
A Ilha de Maria Guarda é uma ilha localizada na Baía de Todos os Santos. Ela faz parte do município baiano de Madre de Deus e contém a macro área de mesmo nome da ilha. A economia local é marcada pela pesca, o que faz a ilha ser considerada uma vila de pescadores. É possível achar, na ilha, diversos sambaquis. A população da ilha está concentrada na costa, fazendo com que grande parte da área central seja coberta por uma floresta.
Existem diversos lugares para ancoragem na ilha. A travessia mais comum dura aproximadamente 15 minutos e tem como ponto de partida o Terminal Marítimo de Madre de Deus.

## Ver Também
- Lista de ilhas da Bahia